# 神奈川県第20区
神奈川県第20区（かながわけんだい20く）は、日本の衆議院議員総選挙における選挙区。2022年（令和4年）公職選挙法改正による区割りの変更で新設。

## 区域
2022年（令和4年）公職選挙法改正以降の区域は以下のとおりである。本選挙区の設置前は相模原市南区が14区と16区、座間市が13区と16区だった。
- 相模原市
  - 南区
- 座間市

## 歴史
2022年に区割りの改正がされた際の新設区（2024年の第50回衆議院議員総選挙で初めて実施された）。
第50回衆議院議員総選挙では立憲民主党新人の大塚小百合が、前回まで神奈川13区で出馬していた自由民主党前職の甘利明らを破り初当選。

## 小選挙区選出議員
| 選挙名                 | 年     | 当選者     | 党派       |
| ---------------------- | ------ | ---------- | ---------- |
| 第50回衆議院議員総選挙 | 2024年 | 大塚小百合 | 立憲民主党 |

## 選挙結果
時の内閣：第1次石破内閣 解散日：2024年10月9日 公示日：2024年10月15日
当日有権者数：34万5059人 最終投票率：53.45% （全国投票率：53.85%（2.08%））
| 当落 | 候補者名   | 年齢 | 所属党派     | 新旧 | 得票数   | 得票率 | 惜敗率 | 推薦・支持                 | 重複 |
| ---- | ---------- | ---- | ------------ | ---- | -------- | ------ | ------ | -------------------------- | ---- |
| 当   | 大塚小百合 | 44   | 立憲民主党   | 新   | 83,282票 | 46.77% | ――     | 社会民主党神奈川県連合推薦 | ○    |
|      | 甘利明     | 75   | 自由民主党   | 前   | 63,217票 | 35.51% | 75.91% | 公明党推薦                 |      |
|      | 金子洋一   | 62   | 日本維新の会 | 新   | 31,550票 | 17.72% | 37.88% |                            | ○    |